# Хеншен, Хельга
Анна Хельга Хеншен (швед. Anna Helga Henschen; 23 февраля 1917, Стокгольм — 16 августа 2002, Сундбюберг) — шведская художница, писательница и скульптор.

## Биография и творчество
Хельга Хеншен родилась в Стокгольме в 1917 году. Её родителями были Фольке Хеншен, врач и преподаватель патологоанатомии, и Сигне Хеншен, дочь Эрнеста Тиля, банкира и мецената. Окончив школу Валлин, Хельга продолжила обучение во Флоренции, а затем в школах живописи Май Бринг и Отте Шёльда в Стокгольме. В 1940 году она поступила в Королевскую академию искусств. В 1943 году она вышла замуж за Петера Вайса, с которым вместе училась в Академии, и в следующем году у них родилась дочь.
Свою творческую карьеру Хеншен начала с создания расписных глиняных статуэток, в том числе изображавших фольклорных персонажей. В 1947 году состоялась её персональная выставка, на которой были представлены бюсты из терракоты. Позднее она также работала иллюстратором в различных журналах, таких как Vecko-journalen и Husmodern. В 1951 году вышла её первая книга, «Dårarna sjunger om natten. En resa till öar i Medelhavet», посвящённая Европе послевоенных лет и сопровождавшаяся авторскими иллюстрациями. В том же году двоюродная сестра Хельги, Бритт Халльквист, опубликовала свою первую книгу для детей, и Хельга создала иллюстрации к этой книге.

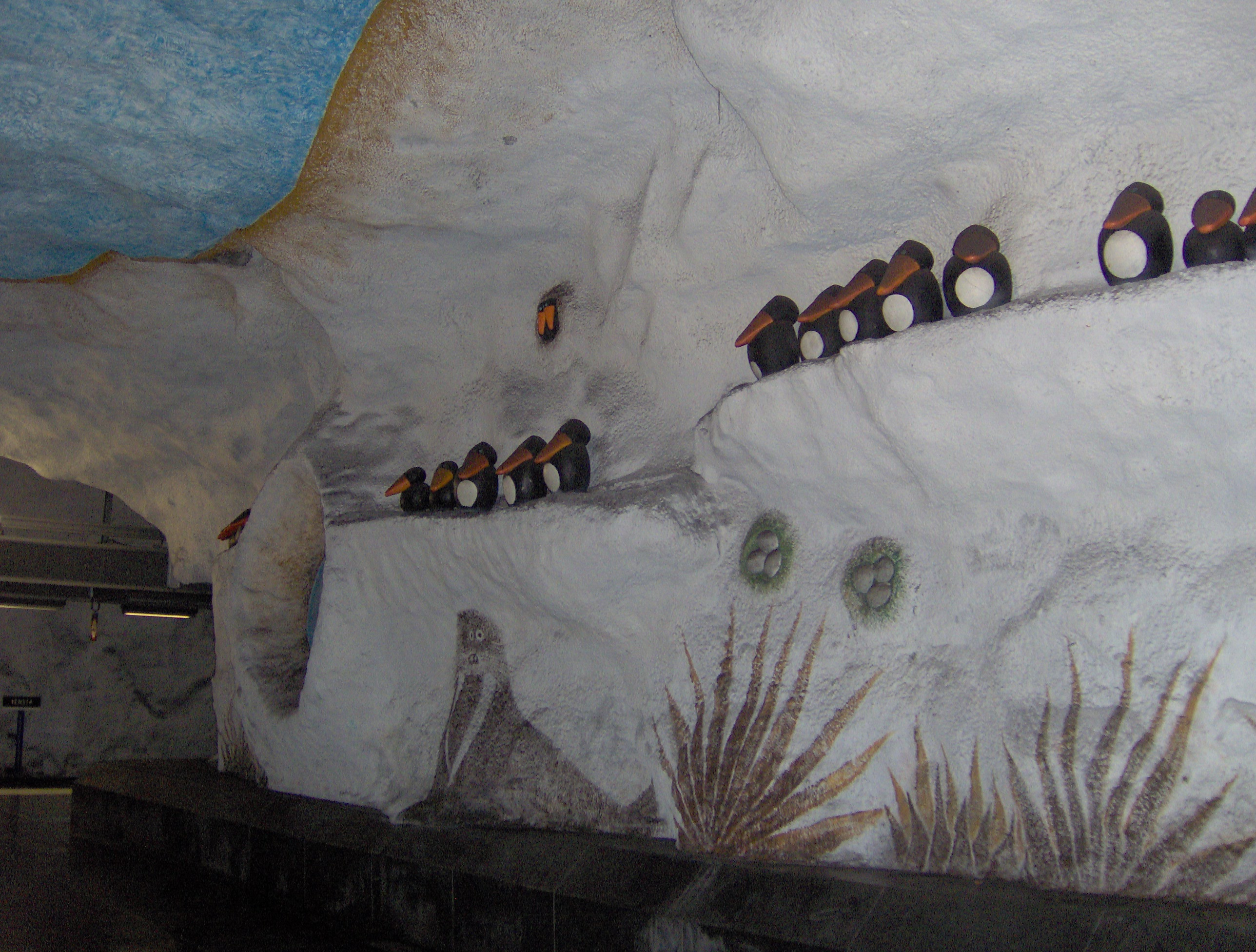
Фрагмент художественного оформления станции метро Тенста

В 1948 году Хельга Хеншен рассталась с мужем. В 1953 году в Стокгольме состоялась выставка, на которой она представила свои полихромные скульптуры, в основном на сказочные темы. В 1961 году Хельга вышла замуж во второй раз: за финского писателя и поэта Ральфа Парланда. С 1967 года Хельга Хеншен, сочувствовавшая рабочему движению, стала членом Социал-демократической партии и создавала многочисленные плакаты и иллюстрации на актуальные политические темы. Её художественный стиль постепенно менялся в направлении синтеза техник и жанров, что нашло выражение в своеобразных «коллажах» из текстов, рисунков, скульптур, перьев и разнообразных предметов. В 1969 году Хельга Хеншен опубликовала поэтический сборник «Kom älva kom skälva kom häxa» с собственными иллюстрациями.
Когда началась война во Вьетнаме, Хеншен, занимая активную гражданскую позицию, не могла остаться в стороне. Она вошла в состав Шведского комитета по проблемам Вьетнама (Svenska kommitté för Vietnam) и в 1974 году посетила с делегацией Северный Вьетнам и Лаос. Вернувшись в Швецию, она занялась художественным оформлением станции метро Тенста. В 1976 году Хельга Хеншен переехала жить в Сундбюберг, где создала множество картин и скульптур, впоследствии украсивших различные общественные места города.
Хельга Хеншен умерла в Сундбюберге в 2002 году. Её работы представлены в Национальном музее Швеции, Музее современного искусства и в Тильской галерее.